# Taytalura
Taytalura é um gênero de réptil que viveu no período Triássico na Argentina. Taytalura é um dos fósseis mais antigos já encontrados de lepidossauros, além de ser o primeiro fóssil de lepidossauro preservado tridimensionalmente.